# 費爾維尤 (內華達州)
費爾維尤（英語：Fairview）是位於美國內華達州邱吉爾縣的鬼鎮。

## 歷史
費爾維尤的郵局於1906年設立，其後於1919年停運。

## 地理
費爾維尤所處的海拔為高於海平面2521米（即8271英呎），而該地所採用的時區為UTC-8，即太平洋时区（PST）。同時該地設有夏令時間，為UTC-8調快一小時，即UTC-7（PDT）。